# Pseudogaurax nigrolineatus
Pseudogaurax nigrolineatus är en tvåvingeart som först beskrevs av Günther Enderlein 1911.  Pseudogaurax nigrolineatus ingår i släktet Pseudogaurax och familjen fritflugor. Inga underarter finns listade i Catalogue of Life.